# هيلاس فيرونا
نادي هيلاس فيرونا لكرة القدم (بالإيطالية: Hellas Verona Football Club SpA) هو نادي كرة قدم إيطالي، يقع مقره في مدينة فيرونا بإيطاليا، تأسس في عام 1903.استطاع الفوز بلقب الدوري الإيطالي الممتاز مرة واحد في موسم 1984–85.
يلعب حاليا في الدرجة الاولي من الفرق المهددة للهبوط للدرجة الثانية . و يخوض مبارياته الرسمية على ملعبه ملعب مارك أنتونيو بينتجودي  و الذي يعدّ الملعب الرئيسي لمباريات نادي هيلاس فيرونا و نادي كييفو فيرونا. تم افتتاحه في 1963، ويتسع لحضور 38,402 متفرج.
اسم النادي Hellas مشتق من كلمة Ellás باليونانية و هو اسم قديم لليونان.

## الألقاب والإنجازات
- الدوري الإيطالي الدرجة الأولى

- البطل (مرة): 1984–85

- الدوري الإيطالي الدرجة الثانية

- البطل (3 مرات): 1956–57, 1981–82, 1998–99

- كأس إيطاليا

- الوصيف (3 مرات): 1976, 1983, 1984